# Тит Рустій Нуммій Галл
Тит Рустій Нуммій Галл (лат. Titus Rustius Nummius Gallus; I століття) — політичний і державний діяч Римської імперії, консул-суффект 34 року. Про нього відомості вкрай мізерні, невідомо навіть його походження. З 1 липня 34 року разом з Квінтом Марцієм Барея Сораном виконував обов'язки консула-суффекта, але ні про діяльність під час каденції, ні про подальшу долю згадок не залишилося.